# Селенид гадолиния
Селенид гадолиния — бинарное неорганическое соединение
селена и гадолиния
с формулой GdSe,
кристаллы.

## Получение
- Сплавление стехиометрических количеств чистых веществ:

{\displaystyle {\mathsf {Se+Gd\ {\xrightarrow {2180^{o}C}}\ GdSe}}}

## Физические свойства
Селенид гадолиния образует кристаллы
кубической сингонии, пространственная группа F m3m, параметры ячейки a = 0,5772 нм, Z = 4,
структура типа хлорида натрия NaCl
.
Соединение конгруэнтно плавится при температуре 2180°C.